# Theo Blickx
Theo Blickx (né à Malines le 10 février 1875 et mort dans la même ville le 17 septembre 1963) est un sculpteur, un peintre et un dessinateur belge. Son champ artistique couvre principalement les sujets sociaux.

## Biographie

### Famille et formation
Theo (Théophile Gustave Marie) Blickx, né à Malines le 10 février 1875, est le fils de Pierre Blickx, ouvrier fondeur en cuivre, et de Jeanne Cornélie Lambert. Il effectue ses études aux académies des beaux-arts de Malines (1895-1896) et à Bruxelles, où il Il est l'élève de Jef Willems, Jean Guillaume Rosier et de Charles Van der Stappen. Il termine sa formation en 1902 en remportant un premier prix dans l'enseignement supérieur de l'Académie de Bruxelles.
En 1900, il reçoit une mention honorable au Prix de Rome belge de sculpture, grâce à son bas-relief Adam et Eve trouvant le corps d'Abel. Cette œuvre lui vaut une récompense spéciale accordée par l'Académie de Bruxelles. L'année suivante, il envoie son Caïn au salon du cercle artistique Vrije Kunst (L'Art libre). Fréquentant l'atelier de meubles du père de Rik Wouters, Theo Blickx exerce un ascendant sur le jeune artiste, dont il devient l'ami. En 1896, Theo Blickx possède son propre atelier près du port de Bruxelles, où Ernest Wijnants, Jules Bernaerts et Karel Bonaugure viennent travailler. Theo Blickx possède dans son atelier une vaste bibliothèque de livres d'art dans laquelle Rik Wouters vient suivre des cours jusqu'au début du siècle. L'influence que peut exercer Theo Blickx sur Rik Wouters demeure longtemps méconnue.

### Carrière

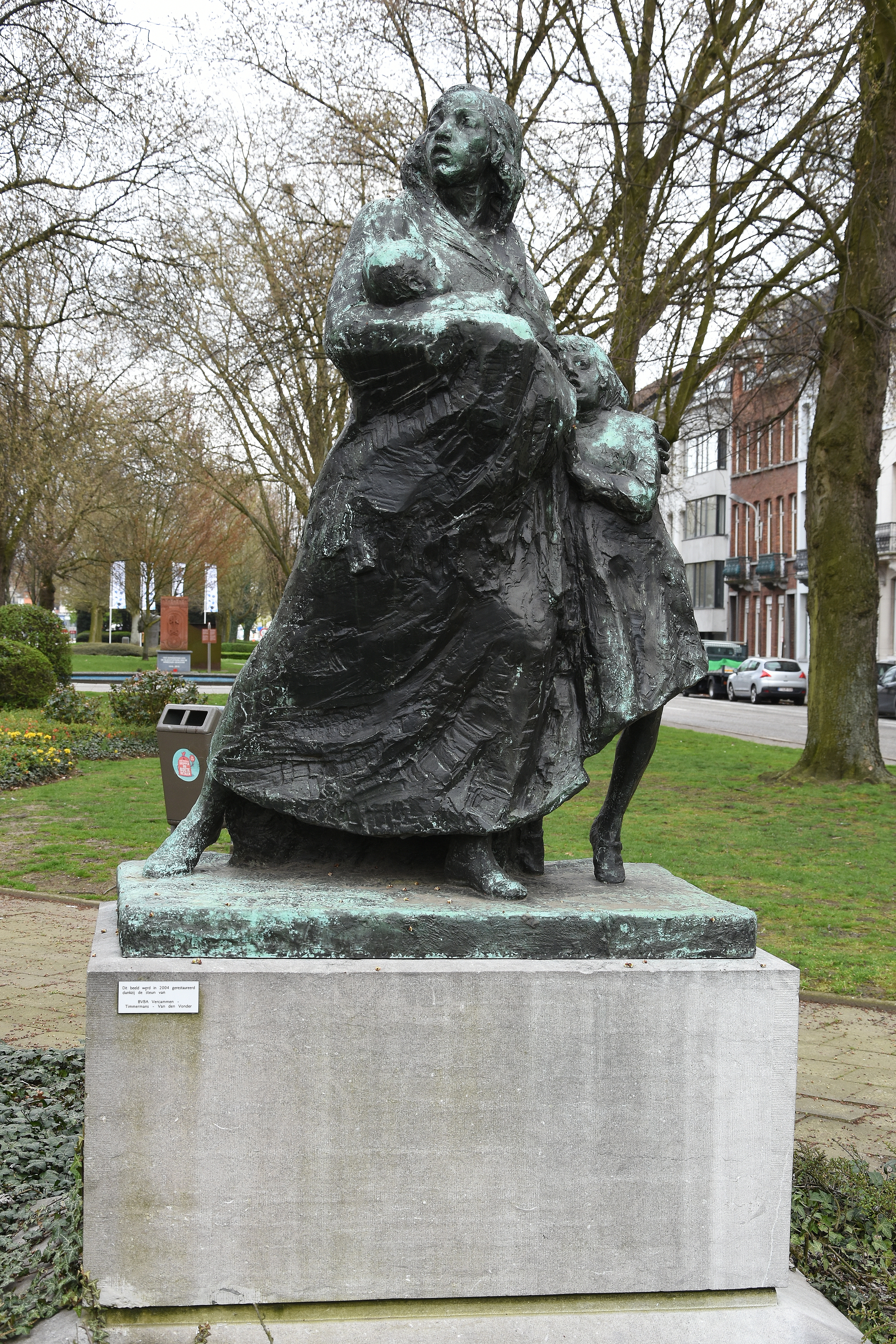
La Fuite, Schuttersvest, Malines, 1923.

#### De Distel et les premières expositions
En 1902, Theo Blickx co-fonde le cercle artistique plutôt progressif malinois De Distel (Le Chardon), auquel participe notamment Rik Wouters. Il est également le rédacteur de la revue littéraire du cercle et publie plusieurs articles traitant d'esthétique,.
Tout en assurant une présence régulière aux expositions de Malines, dans le cadre du cercle Distel (1906, 1907), d'Ostende (1907), Theo Blickx réussit à s'entourer d'artistes peintres, sculpteurs, graveurs et lithographes qui exposent volontiers à ses côtes. Lors de la quatrième exposition du cercle à Malines, des noms confirmés ou prometteurs proposent leurs œuvres : Jules Lagae, Joseph Middeleer, Victor Gilsoul, Isidore Opsomer, Rik Wouters, Anna Kernkamp, Kurt Peiser, Oscar Coddron, ou encore Edmond de Valériola.
Theo Blickx, élargit le champ des expositions du Distel et voit ses sculptures au Salon de Bruxelles de 1903 et à l'Exposition universelle de 1904 où son œuvre est primée par une médaille de bronze à Saint-Louis. L'année suivante, il obtient une médaille d'argent à l'Exposition universelle de Liège de 1905, en présentant un groupe sculpté considérable : La fin d'un père. À l'Exposition universelle de Bruxelles de 1910, il propose un groupe sculpté représentant une famille de six personnes démunies assises sur un banc de promenade intitulé Sans ressources, une œuvre que le critique Sander Pierron estime « trop strictement naturaliste […] sans aucun pathétique ».

#### Concilier un idéal pictural et sculptural
Convaincu que la vraie peinture est d'essence plastique, Theo Blickx, sur les conseils de ses anciens maîtres, dont Charles Van der Stappen, se consacre intensivement à la peinture afin de réaliser son idéal en concordance avec la sculpture. Durant dix ans, il s'abstient d'exposer ses œuvres peintes, tant le souci de produire une peinture personnelle le tourmente. Ses paysages sont empreints d'une atmosphère tragique. Ils puisent leur inspiration à Malines elle-même, sa ville natale ou dans les environs.

#### Carrière académique
À la veille de la Première Guerre mondiale, en 1913, Theo Blickx est nommé professeur à l'Académie de Malines, où il devient le directeur durant plusieurs années, et effectue une carrière académique dans sa ville natale jusqu'en 1940.
La Première Guerre mondiale lui inspire des sculptures antimilitaristes telles que Plus jamais de guerre. Sur le plan privé, il épouse à Malines le 8 mars 1922 Benjamina Lydia De Smedt (1900-1993). Ils deviennent parents de deux fils : Arseen Blickx (1923-1999) et Tony-Luc Blickx (1926-2000), sculpteur.

#### Rétrospective
En 1948, une petite rétrospective de l'œuvre de Theo Blickx est organisée à Malines. Ses sculptures et peintures sont exposées au local de la gilde de Saint-Luc. Les peintures présentées sont de facture romantique. Le critique du Standaard écrit : 

« C'est un monde de vision intense et plein de tragédie qu'il choisit de partager dans cette série de toiles dédiées au paysage, à la nature morte, au portrait et à la composition. Enfin, c'est un sentiment dont le caractère héroïque et sublime s'exprime le mieux dans l'image visionnaire du paysage et de la marine, dans le feu vif des couleurs avec lequel il peint ses pièces florales, dans le motif même de la composition L'Adieu. »

Quant aux sculptures présentées lors de cette rétrospective, 

« Elles nous conduisent à l'impressionnisme, en intégrant le motif dit « instantané » comme l'exprime le bas-relief Orphée. Dans ses autres compositions, cependant, il tente de capturer une pose caractéristique, une expression faciale fugace, dans une œuvre qui montre la même rugosité que la sculpture de Rik Wouters. »

#### Dernières années
Theo Blickx meurt à Malines le 17 septembre, à l'âge de 88 ans.

## Œuvres

### Sculptures
- Adam et Eve trouvant le corps d'Abel, bas-relief, mention honorable au Prix de Rome belge en 1900 ;
- Caïn, salon du cercle artistique Vrije Kunst, 1901 ;
- Saint Sébastien, salon du cercle artistique Vrije Kunst, 1903 ;
- La Fin d'un père, Exposition universelle de Liège de 1905 ;
- Sans ressources, Exposition universelle de Bruxelles de 1910 ;
- Buste d'homme, bronze, Salon de Bruxelles de 1914 ;
- Désillusion, plâtre, Salon de Bruxelles de 1914 ;
- À La Prière, bronze ;
- La Fuite, bronze, 1923.

### Peintures
- Soir sur la Dyle[10] ;
- De Steenkaai en de Mosselkaai[10] ;
- Pont sur la Dyle[10] ;
- Une vieille rue[10] ;
- La Dyle après la neige.

### Dessins
- Goélette au quai, crayon.